# David Russell
David Russell (Glasgow, 1953) é um guitarrista clássico escocês.

## Biografia
Quando Russell tinha cinco anos de idade, sua família mudou-se de Glasgow para Minorca, onde ele demonstrou interesse pelo violão, imitando Andrés Segovia e Julian Bream, incentivado por seu pai, que era um violonista amador.
Durante seus estudos na Academia Real Inglesa, Russel ganhou duas vezes o Prêmio Julian Bream — dentre outros — e um título honorário da banca de Ralph Vaughan Williams em 1997. Em 2005 ele venceu o Grammy na categoria Melhor Instrumentista Solo de Música Clássica, com o álbum Aire Latino.
Hoje, Russell reside na Galiza, mas passa a maior parte de seu tempo excursionando pelo mundo, dando concertos frequentes em grandes salas como Nova Iorque, Londres, Tóquio, Los Angeles, Madri, Toronto, Amsterdã e Denver. Ele também é convidado frequente de festivais de música.